# Estat de Pudukkottai
Pudukkottai fou un estat tributari protegit de l'Índia, el tercer més important de la presidència de Madras després d'Hyderabad i Mysore, establert al final del segle XVII fins a mitjans del XX. Limitava al nord i oest amb el districte de Trichinopoly el col·lector del qual era ex-agent polític de l'estat; tenia al sud Madura i a l'est Tanjore i la seva superfície era de 2.850 km². La capital era Pudukkottai que vol dir "Nou Fort" amb 20.347 habitants el 1901 i 28.776 el 1931. Antigament fou conegut com a "Terres dels Tondimans", pel nom dinàstic familiar dels sobirans.

## Població
- 1871: 316.695
- 1881: 302.127
- 1891: 373.096
- 1901: 380.440
- 1931: 400.694

L'estat tenia una ciutat (la capital Pudukkottai) i 377 pobles els principals dels quals eren Tirumayam i Karambakudi. El 93% de la població eren hindús, el 3% musulmans i el 3% cristians. Les castes principals eren els valaiyans, kalians, paraiyans, pallans i idaiyans.

## Administració
L'administració estava en mans d'un consell (darbar) amb el raja, el diwan (abans el sirkele) i un conseller. Per les matèries principals decidia l'agent polític. El 1902 es va formar una assemblea de representants similar a la de Mysore, amb 30 membres. La fiscalitat estava en mans del Diwan Peshkar, també magistrat en cap; hi havia un superintendent de la sal i un de la policia (el mateix que el del districte de Trichinopoly, actuant ex officio). A efectes administratius estava dividit en tres talukes cadascuna sota un tahsildar:
- Kolattur, capital Kiranur
- Alangudi, capital Alangudi
- Tirumayam, capital Tirumayam

## Monedes i segells
Circulava moneda local, però la moneda de l'Índia Britànica va substituir progressivament a aquesta i a l'inici del segle XX només subsistia la coneguda com amman-kasu; la fabricació es feia fora de l'estat i aquestes monedes portaven la inscripció "victòria" (vijaya, en telugu) en un costat i a l'altra la deessa Bruhadamba (deïtat tutelar del raja, esposa del deu Gokarnaswami, deïtats que tenien un temple a Tirugokarnam, suburbi de Pudukkottai). Segells de "court fee" es van emetre entre 1912 i 1944; segells no judicials del 1906 al 1945 i "revenue/receipt" el 1947.

## Seguretat i defensa
El 1881 l'exèrcit el formaven 126 infants, 21 cavallers i 3.260 milicians irregulars. En iniciar el segle XX encara mantenia un exèrcit de 22 oficials i 90 soldats, dels quals 6 eren artillers a més de 16 soldats de la guàrdia especial del raja sota un oficial comandant de la guàrdia. La policia estava dirigida per un superintendent (que era el mateix que al districte de Trichinopoly) i localment sota un cap inspector, amb 5 inspectors, 28 caps, i 229 agents. Les estacions de policia eren 23. Hi havia set presons sent la central la de Pudukkottai (ciutat).

## Història
L'estat va pertànyer als reis coles d'Uraiyur, ciutat propera a Trichinopoly; el sud del país estava en mans dels pandyes de Madura. Al segle XIV tota la regió va passar a Vijayanagar i quan aquest regne va començar la seva descomposició el 1565 després de la batalla de Talikota, va pertànyer als nayaks de Madura; els sobirans local, sorgits a la meitat del segle XIV com a feudataris de Vijayanagar, eren poligars i foren després feudataris dels nayaks. Al segle XVII el setupati de Ramanathapuram es va apoderar de la regió. El setupati era un altre vassall dels nayaks que 'havia fet independent; el 1664 el nayak Chokkanatha de Trichinopoly va recuperar el territori però no trigà a caure altre cop en mans de Ramnad i el 1680 el setupati Raghunatha Kilavan, va nomenar a Raghunatha Tondiman com a governador del districte de Pudukkottai; es diu que el nou governador era germà d'una noi de casta kaliana casada amb el setupati de Ramnad i fou qui va iniciar la moderna dinastia de Pudukkotai.
Les relacions dels britànics amb l'estat es van iniciar en les guerres carnàtiques al segle XVIII. Durant el setge de Trichinopoly pels francesos el 1752 i 1753, la nissaga Tondiman va fer bons serveis a la Companyia Britànica de les Índies Orientals a la que va facilitar proveïment, ajut que almenys una vegada li va costar al país ser assolat pels enemics dels britànics. El 1756 va enviar tropes a ajudar a Muhammad Yusuf, comandant dels sipais de la Companyia, per organitzar els territoris de Madura i Tinnevelly. Posteriorment va ajudar en la guerra contra Haidar Ali i en les operacions contra els poligars rebels de Sivaganga i Panjalamkurichi (respectivament als districtes de Madura i Tinnevelly) i al segon el van capturar i el van entregar als britànic.
El 1803 el sobirà va demanar en recompensa als seus serveis, la fortalesa i el districte de Kilanelli, prop d'Arantangi al sud de Tanjore, basant la reclamació en una donació feta per Pratap Singh, raja de Tanjore, en posteriors acords amb el coronel Braithwaite, Sir Eyre Coote, i Lord Macartney, i en el fet que havia reconquerit aquest fort a Haidar Ali. Revisats els serveis dels rages la petició fou concedida el 1804 i confirmada el 1806 per la Cort de Directors, subjecte a la condició que el districte no podria ser venut i que podria revertir al britànics si es podia comprovar que els habitants estaven subjectes a alguna forma de govern opressiu; a més havia de pagar un tribut d'un elefant a l'any (encara que mai es va entregar i el 1836 l'obligació fou suprimida).
El 1862 se li va concedir un sanad permetent l'adopció. El control polític de l'estat fou inicialment confiat al resident a Tanjore, però el 1874 va passar al col·lector de Trichinopoly. Ramchandra Tondian (1839-1886) va rebre títol personal de maharajà el 16 de febrer de 1870. El raja Sri Martanda Bhairava Tondiman Bahadur (nascut el 27 de novembre de 1875, net del raja Raja Ramachandra Tondiman Bahadur per la seva filla gran, i adoptat el 1877) va pujar al tron el 1886 com a menor d'edat; durant la minoria Sir A. Seshayya Sastri, fou ministre (diwan); el 27 de novembre de 1894 el raja fou declarat major d'edat. Gaudia de dret de salutació d'11 canonades. La política al primer terç del segle XX fou dominada per Raghunatha Pallavarayar que fou ministre del 1909 al 1922 i després regent fins a 1929 (va morir el 1930).
El 1924 es va formar un consell legislatiu que el 1947 estava format per 50 membres dels quals 35 eren elegits en votació popular i 15 nominats pel darbar o govern reial.

## Arqueologia
- A Nartamalai, a un 15 km al nord-oest de Pudukkottai i ha uns gravats a les roques de possible origen jainista
- Monedes romaes (aurei) i natives (de coure) aquestes darreres suposadament del regnat de Raja Vijaya Raghu-

natha (1807-1825).
- Antiga cadena a Tirumayam.
- Temples amb inscripcions.

## Bandera
Bandera quasi quadrada (vers 4:5) verda amb, al centre, un lleó blanc mirant al pal i aguantant una llança amb bandera rectangular blanca forcada amb un lleó rampant verd mirant cap a la llança. Probablement la bandera blanca forcada amb lleó rampant verd que apareix també a l'escut, era l'estendard reial. L'escut era quarterat amb el primer i quart camp d'or amb quatre franges de gules a cada camp (igual que la bandera catalana), i els camps segon i tercer també daurats amb quatre pals verds a cada camp. Els suports eren dos lleons drets blancs aguantant llança amb bandera rectangular forcada blanca amb lleó rampant verd mirant al pal o llança.

## Llista de rages
- Raghunatha Raya Tondaiman 1680 - 1730
- Vijaya Raghunatha Raya Tondaiman 1730 - 1769
- Raya Raghunatha Tondaiman 1769 - 1789
- Vijaya Raghunatha Tondaiman 1789 - 1807
- Vijaya Raghunatha Raya Tondaiman 1807 - 1825
- Raghunatha Tondaiman 1825 - 1839
- Ramachandra Tondaiman 1839 - 1886
- Martanda Bhairava Tondaiman 1886 - 1928 
  - Raghunatha Pallavarayar, regent 1922-1928
- Rajagopala Tondaiman 1928 - 1948 
  - Raghunatha Pallavarayar, regent 1928-1929 (segona vegada)
  - Sir A. Seshayya Sastri 1929-1944